# IP 페이로드 압축 프로토콜
IP 페이로드 압축 프로토콜(IP Payload Compression Protocol, IPComp)은 네트워킹에서 RFC 3173에 정의된 IP 데이터그램용 저수준 압축 프로토콜이다. 이 프로토콜의 목적은 혼잡하거나 느린 네트워크 연결에서 전송되는 데이터 크기를 줄여 데이터 손실 없이 네트워크 속도를 높이는 것이다. RFC 요구 사항에 따르면, 패킷을 단편화하거나 암호화하기 전에 압축을 수행해야 한다. 또한 각 데이터그램은 순서가 어긋나 수신되더라도 압축 해제가 가능하도록 독립적으로 압축되어야 한다고 명시되어 있다. 이는 IPComp가 TCP 및 UDP 네트워크 통신 모두에서 작동할 수 있도록 하기 때문에 중요하다.